# Le Jambon
Le Jambon est une peinture à l'huile sur toile du peintre français Paul Gauguin réalisée en 1889 ; elle est conservée par la Phillips Collection à Washington (district de Columbia), par qui elle a été acquise en 1951.

## Historique
Cette toile a été probablement peinte en 1889, lors du premier séjour de Paul Gauguin dans le petit village du Pouldu, en Bretagne, à proximité de Pont-Aven. Les natures mortes constituent alors un terrain d'expérimentation particulièrement fertile pour le peintre.

## Description
Dans un intérieur baigné d'une intense lumière jaune orangé, dont la source n'est pas identifiable, un jambon entier, déjà bien entamé, est présenté sur un plat, lui-même posé sur un simple guéridon de fer. A côté, du jambon, sont posés huit petits oignons et un gobelet de terre vernissée. Les volets coulissants d'une fenêtre sont probablement disposés en arrière-plan .

## Analyse

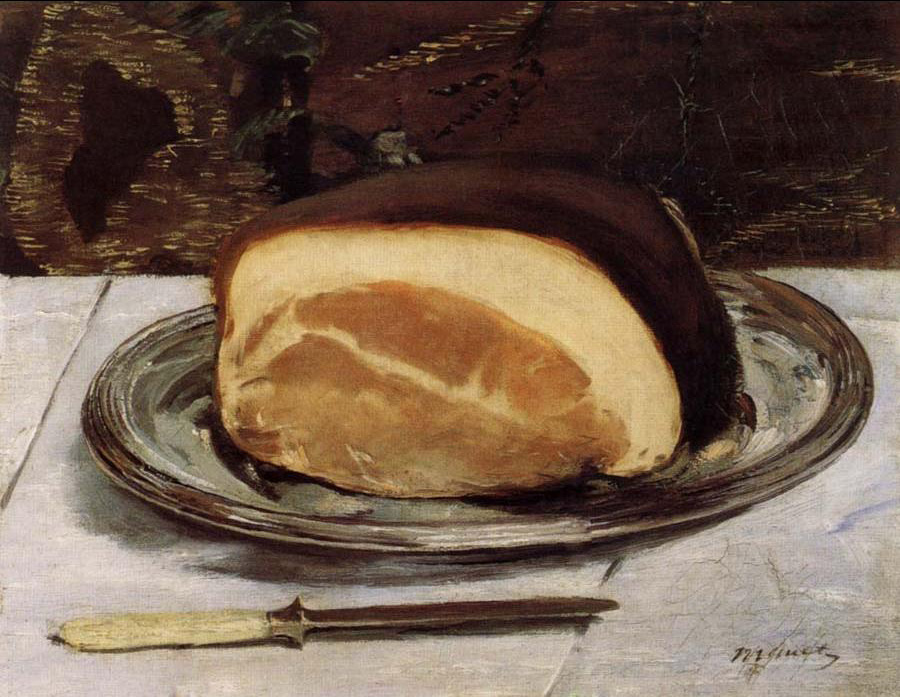
Édouard Manet, Jambon.

Gauguin repousse ici les limites du genre de la nature morte, après Fête Gloanec (1888, Musée des Beaux-Arts d'Orléans) ou Nature morte aux trois chiots (1888, Museum of Modern Art, New York). Le tableau a souvent été comparé aux natures mortes de Paul Cézanne du fait de la simplification extrême des formes et du sujet. Gauguin admirait l'œuvre de dernier, allant jusqu'à proposer à ses compagnons, selon les dires de Paul Sérusier : « Allons faire un Cézanne ». C'est pourtant avant tout un hommage explicite, ou une façon de se mesurer à Édouard Manet, dans il avait probablement vu le Jambon (vers 1875, Collection Burrell, Glasgow) chez Edgar Degas, qui l'avait acquis quelques mois auparavant pour sa collection personnelle

## Exposition
Le tableau est exposé dans le cadre de l'exposition Les Choses. Une histoire de la nature morte au musée du Louvre du 12 octobre 2022 au 23 janvier 2023, parmi les œuvres de l'espace nommé « La vie simple ».